# Niefang (Kinding)
Niefang ist ein Gemeindeteil des Marktes Kinding im oberbayerischen Landkreis Eichstätt.

## Lage
Der Weiler liegt zwischen Berletzhausen und Erlingshofen nördlich des Anlautertales auf der Hochfläche der Fränkischen Alb auf 538 m Meereshöhe inmitten einer landwirtschaftlich genutzten, etwa 12,5 km² großen, von drei Seiten von Wäldern umgebenen und nur zum Süden hin offenen Fläche. Das an die Grenze zum Landkreis Roth anstoßende Dorf ist über eine Gemeindestraße von Erlingshofen her verkehrsmäßig erschlossen.

## Geschichte
Niefang ist 1474 erstmals urkundlich erwähnt. Der Weiler gehörte zur Ritterherrschaft auf Burg Rumburg und kam 1546 an das Hochstift Eichstätt. Von einer gewissen Bedeutung waren bis ins 19. Jahrhundert hinein die Niefanger Eisenerzgruben, in denen im Tagebau Bohnerze und Brauneisenstein gewonnen wurden. Diese „Marienzeche“ lieferte bis 1868 Eisenerz an das Hüttenwerk Obereichstätt im Altmühltal. Nach dem Ersten Weltkrieg wurden die Gruben noch einmal eröffnet und ein 25 m tiefer Schacht angelegt. Das geförderte Erz hatte einen Eisengehalt von 45 Prozent und wurde in der Luitpoldhütte von Amberg verarbeitet. Nach ein paar Jahren wurde der Abbau jedoch wieder aufgegeben. Die Straße von Erlingshofen auf den Niefanger Berg wurde im Rahmen der Erlingshofener Flurbereinigung (1963–1966) asphaltiert.
Der Weiler gehörte bis zum 31. März 1971 zur Gemeinde Enkering und kam mit der Gebietsreform zur Großgemeinde Kinding.
1830 wohnten hier zwölf, 1875 22, 1912 16, 1973 23, 1983 24, 1996 21 und 2009 17 Menschen in zwei bäuerlichen Anwesen und einigen Wohngebäuden.

## Sehenswürdigkeiten
- Kapelle, 1750 erbaut, 1926 erweitert.
- Von Niefang aus gelangt man zum Euerwanger Bühl, einem bekannten Aussichtsberg der Region.